# Bellingerite
Bellingerite é um iodeto de cobre (Cu), de fórmula Cu3(I03)62H2O. Triclínico. Cristaliza em cristais ricos em facetas. A sua densidade é 4,89. Dureza igual a 4. Possui cor verde-clara. Aparece em Chuquicamata.